# Carposina benigna
Carposina benigna là một loài bướm đêm thuộc họ Carposinidae. Nó là loài đặc hữu của Oahu.